# Портенко Микола Іванович
Микола Іванович Портенко (нар. 23 лютого 1942, Калинівка, Городищенський район, Черкаська область) — український математик, доктор фізико-математичних наук, член-кореспондент Національної академії наук України.

## Наукова діяльність
Наукову діяльність він розпочав ще в студентські роки, навчаючись на механіко-математичному факультеті Київського державного університету ім. Т. Г. Шевченка. У 1966 р. після закінчення аспірантури цього університету почав працювати в Інституті прикладної математики і механіки АН УРСР у Донецьку, поєднуючи наукову роботу з педагогічною діяльністю в Донецькому державному університеті.
З 1972 р. Микола Іванович працює у відділі теорії випадкових процесів Інституту математики НАН України, обіймаючи нині посаду провідного наукового співробітника.
М. І. Портенко одержав вагомі результати в дослідженні невід'ємних адитивних функціоналів від марковських процесів. Зокрема, він уперше побудував важливі класи квазідифузійних процесів із достатньо регулярною матрицею дифузії і вектором переносу, який є локально необмеженим та інтегровним у деякому достатньо високому степені або являє собою узагальнену функцію типу похідної від міри, зосередженої на достатньо гладкій поверхні. Також побудовано теорію дифузійних процесів у просторах із напівпрозорими мембранами.
М. І. Портенко є автором трьох наукових монографій, одна з яких перекладена англійською мовою. Крім того, він уже багато років є головним редактором англомовного міжнародного журналу Theory of Stochastic Processes, що видається Інститутом математики НАН України.
Серед учнів Миколи Івановича 11 кандидатів наук. Під його керівництвом захистив докторську дисертацію Б. І. Копитко, завідувач кафедри вищої математики Львівського національного університету ім. Івана Франка.

## Нагороди
Нагороджений Державною премією України в галузі науки і техніки, премією ім. М. В. Остроградського, іншими державними нагородами.